# 조시 해밀턴 (배우)
조시 해밀턴(Josh Hamilton, 1969년 6월 9일 ~ )은 미국의 배우이다. 《에이스 그레이드》(2018)로 2019년 제34회 인디펜던트 스피릿 어워드 남우조연상 후보에 올랐다.

## 출연 작품

### 영화
- 얼라이브 (1993) - 로베르토 카네사 역
- 하버드 졸업반 (1994, With Honors)
- 키킹 앤 스크리밍 (1995)
- 에이스 그레이드 (2018)
- 블레이즈 (2018)
- 테슬라 (2020)
- 아주 작고 완벽한 것들의 지도 (2021)
- 펄스 포지티브 (2021)
- 리얼리티 (2023)
- 마에스트로 번스타인 (2023)

### 텔레비전
- 그레이스포인트 (2014, Gracepoint)